# 党家庄镇
党家庄镇，是中国山东省济南市市中区曾经的一个镇，面积120公里，辖行政村45个，人口64万（2005年）。2008年4月，党家庄镇撤销，分设为党家街道和陡沟街道。
该镇是济南市重要的工业基地之一，有中国重汽济南卡车有限公司（与沃尔沃合作，现合作已终止），山水集团等知名企业。